# Денін Говард
Денін Говард (англ. Denean Howard; нар. 5 жовтня 1964) — американська легкоатлетка, що спеціалізується на спринті, олімпійська чемпіонка 1984 року, дворазова срібна призерка Олімпійських ігор (1988 та 1992 роки).

## Кар'єра
| Рік             | Змагання         | Місто                | Місце           | Дисципліна            | Примітки        |
| Представник США | Представник США  | Представник США      | Представник США | Представник США       | Представник США |
| --------------- | ---------------- | -------------------- | --------------- | --------------------- | --------------- |
| 1983            | Чемпіонат світу  | Гельсінкі, Фінляндія | 6 (півфінал)    | біг на 400 метрів     | 52.06           |
| 1983            | Чемпіонат світу  | Гельсінкі, Фінляндія | 5               | естафета 4×400 метрів | 3:27.57         |
| 1984            | Олімпійські ігри | Лос-Анджелес, США    | 1               | естафета 4×400 метрів | 3:18.29         |
| 1987            | Чемпіонат світу  | Рим, Італія          | 3 (півфінал)    | біг на 400 метрів     | 51.28           |
| 1987            | Чемпіонат світу  | Рим, Італія          | 3               | естафета 4×400 метрів | 3:21.04         |
| 1988            | Олімпійські ігри | Сеул, Південна Корея | 6               | біг на 400 метрів     | 51.12           |
| 1988            | Олімпійські ігри | Сеул, Південна Корея | 2               | естафета 4×400 метрів | 3:15.51         |
| 1992            | Олімпійські ігри | Барселона, Іспанія   | 2               | естафета 4×400 метрів | 3:22.29         |

## Особисте життя
Денін одружена з Вірджилом Гіллом.